# Miagrammopes birabeni
Miagrammopes birabeni es una especie de araña araneomorfa del género Miagrammopes, familia Uloboridae. Fue descrita científicamente por Mello-Leitao en 1945.
Habita en Argentina.